# Austromantis albomarginata
Austromantis albomarginata es una especie de mantis de la familia Mantidae. Es el único miembro del género monotípico Austromantis.

## Distribución geográfica
Se encuentra en Australia.